# Shangri-La Entertainment
 (décembre 2020).
Si vous disposez d'ouvrages ou d'articles de référence ou si vous connaissez des sites web de qualité traitant du thème abordé ici, merci de compléter l'article en donnant les références utiles à sa vérifiabilité et en les liant à la section « Notes et références ».
Shangri-La Entertainment est une société de divertissement fondée en 2000 par le producteur et homme d'affaires Steve Bing (en). Elle appartient au Shangri-La Business Group, une organisation qui s'intéresse à l'immobilier, à la construction, au divertissement et à la musique.

## Filmographie
- La Grande Arnaque (2004)
- Le Pôle express (2004)
- For Your Consideration (2006)
- La Légende de Beowulf (2007)
- CSNY/Déjà Vu (2008)
- Shine a Light (2008)
- Be Bad! (2009)
- Girl Walks into a Bar (2011)
- Marley (2012)
- Hotel Noir (2012)
- Kingsman : Services secrets (2015)
- Rock the Kasbah (2015)
- L'Exception à la règle (2016)
- Kingsman : Le Cercle d'or (2017)
- Jerry Lee Lewis: Trouble in Mind (2022)